# سعیدآباد (شهریار)
شهرک سعیدآباد (شهریار)، شهرکی از توابع بخش مرکزی شهرستان شهریار، بخش باغستان در استان تهران ایران است.

## جمعیت
این شهرک در شهرک سعیدآباد قرار دارد و براساس سرشماری مرکز آمار ایران در سال ۱۳۸۵، جمعیت آن ۱۳٬۲۱۵ نفر (۳٬۴۰۱خانوار) بوده‌است.